# Primitivt ymnigt tal
Inom talteorin är ett primitivt ymnigt tal ett ymnigt tal vars äkta delare är alla defekta tal. Erdős har använt en annorlunda definition där perfekta tal även kan vara primitivt ymniga.
De första primitivt ymniga talen är:
20, 70, 88, 104, 272, 304, 368, 464, 550, 572, 650, 748, 836, 945, 1184, 1312, 1376, 1430, 1504, 1575, 1696, 1870, 1888, 1952, 2002, 2090, 2205, 2210, 2470, 2530, 2584, 2990, 3128, 3190, 3230, 3410, 3465, 3496, 3770, 3944, 4030, 4070, 4095, 4216, 4288, … (talföljd A071395 i OEIS)
Det minsta udda primitivt ymniga talet är 945.

## Egenskaper
- En multipel av ett primitivt ymnigt tal är ett ymnigt tal.
- Varje ymnigt tal är en multipel av ett semiperfekt tal eller av ett perfekt tal.
- Varje primitivt ymnigt tal är antingen ett primitivt semiperfekt tal eller ett övernaturligt tal.
- Det finns oändligt många primitivt ymniga tal.
- Antalet primitiva ymniga tal mindre eller lika stora som n är {\displaystyle O\left({\frac {n}{\log ^{2}(n)}}\right)\,.}[3]